# Alianello
Alianello is een plaats (frazione) in de Italiaanse gemeente Aliano.